# Raiffeisen Superliga 2009/10
Die Raiffeisen Superliga 2009/10 war die 64. Spielzeit der höchsten kosovarischen Spielklasse im Fußball der Männer. Sie begann am 15. August 2009 und endete am 30. Mai 2010 mit dem 33. Spieltag. Neu war in diesem Jahr, dass die Mannschaftsanzahl in der Liga von 16 Mannschaften auf 12 Mannschaften verringert wurde.
Der KF Trepça wurde in dieser Saison zum siebten Mal kosovarischer Meister. Absteiger in die Liga e Parë für die Saison 2010/11 sind KF Gjilani und der KF Kosova Vushtrri. KF Vëllaznimi konnte sich mit einem 2:0-Sieg über KF Besiana den Erhalt in der Raiffeisen Superliga 2010/11 sichern.

## Statistiken

### Abschlusstabelle

Teilnehmende Vereine im Überblick

| Pl. | Verein             | Sp. | S  | U  | N  | Tore    | Diff. | Punkte |
| --- | ------------------ | --- | -- | -- | -- | ------- | ----- | ------ |
| 1.  | KF Trepça          | 33  | 16 | 11 | 6  | 046:270 | +19   | 59     |
| 2.  | KF Prishtina (M)   | 33  | 16 | 7  | 10 | 038:320 | +6    | 55     |
| 3.  | KF KEK (N)         | 33  | 15 | 8  | 10 | 050:330 | +17   | 53     |
| 4.  | KF Besa            | 33  | 15 | 6  | 12 | 043:280 | +15   | 51     |
| 5.  | KF Drenica         | 33  | 14 | 7  | 12 | 038:440 | −6    | 49     |
| 6.  | KF Hysi (P)        | 33  | 14 | 5  | 14 | 051:410 | +10   | 47     |
| 7.  | KF Flamurtari      | 33  | 12 | 11 | 10 | 042:440 | −2    | 47     |
| 8.  | KF Liria (N)       | 33  | 12 | 8  | 13 | 038:350 | +3    | 44     |
| 9.  | KF Ferizaj         | 33  | 12 | 6  | 15 | 028:420 | −14   | 42     |
| 10. | KF Vëllaznimi      | 33  | 12 | 6  | 15 | 034:420 | −8    | 42     |
| 11. | KF Kosova Vushtrri | 33  | 9  | 7  | 17 | 028:430 | −15   | 34     |
| 12. | KF Gjilani         | 33  | 5  | 10 | 18 | 028:530 | −25   | 25     |

Platzierungskriterien: 1. Punkte – 2. Direkter Vergleich (Punkte, Tordifferenz, geschossene Tore) – 3. Tordifferenz – 4. geschossene Tore

| (M) | Kosovarischer Meister 2008/09      |
| (P) | Kosovarischer Pokal-Sieger 2008/09 |
| (N) | Neuaufsteiger der Saison 2008/09   |

## Kreuztabelle
Die Kreuztabelle stellt die Ergebnisse aller Spiele dieser Saison dar. Die Heimmannschaft ist in der linken Spalte, die Gastmannschaft in der oberen Zeile aufgelistet.
| 2009/10            | KF Trepça | KF Prishtina | KF KEK   |          | KF Drenica | KF Hysi  | KF Flamurtari |          | KF Ferizaj | KF Vëllaznimi | KF Kosova Vushtrri | KF Gjilani |
| ------------------ | --------- | ------------ | -------- | -------- | ---------- | -------- | ------------- | -------- | ---------- | ------------- | ------------------ | ---------- |
| KF Trepça          |           | 0:0          | 1:1      | 0:0, 2:1 | 3:0, 2:1   | 3:2, 1:0 | 3:2, 1:1      | 1:0      | 0:1,2:0    | 3:1, 3:0      | 3:0                | 1:1        |
| KF Prishtina       | 1:2, 1:0  |              | 1:0, 1:0 | 1:0      | 3:0        | 1:4      | 2:2           | 1:0, 2:1 | 2:1        | 0:0           | 1:0, 1:0           | 2:1, 1:0   |
| KF KEK             | 1:0, 1:1  | 2:2          |          | 0:1      | 6:0, 0:0   | 1:0, 1:0 | 1:1, 3:0      | 1:2      | 2:0, 3:0   | 5:3, 3:0      | 1:0                | 2:1        |
| KF Besa            | 0:0       | 3:1, 0:1     | 1:0, 4:1 |          | 2:1        | 3:0      | 0:0           | 5:2, 1:0 | 1:0, 3:0   | 2:1           | 0:0, 2:1           | 2:0, 3:1   |
| KF Drenica         | 2:0       | 2:1, 1:0     | 1:1      | 3:2, 1:0 |            | 4:2, 2:1 | 0:2, 3:0      | 2:2      | 1:0        | 2:0, 0:0      | 3:0                | 2:1        |
| KF Hysi            | 4:0       | 0:0, 1:2     | 3:4      | 1:1, 2:1 | 2:0        |          | 2:0           | 2:1, 3:1 | 1:0, 3:1   | 2:0           | 6:2, 1:2           | 2:0, 2:0   |
| KF Flamurtari      | 1:1       | 3:2, 1:1     | 0:3      | 2:1, 1:0 | 2:0        | 0:0, 1:2 |               | 1:0      | 4:1, 1:0   | 2:1           | 1:1, 4:2           | 3:2, 1:1   |
| KF Liria           | 0:0, 2:2  | 3:0          | 2:2, 3:0 | 1:0      | 1:1, 0:1   | 3:2      | 1:0, 2:1      |          | 1:0, 2:0   | 3:0, 0:1      | 2:0                | 1:1        |
| KF Ferizaj         | 1:3       | 1:0, 0:3     | 1:0      | 2:1      | 2:0, 2:1   | 1:1      | 1:1           | 1:1      |            | 1:0, 1:1      | 1:0, 2:1           | 1:1, 2:1   |
| KF Vëllaznimi      | 1:0       | 2:1, 2:1     | 0:2      | 0:0, 1:0 | 0:0        | 2:2, 1:0 | 3:1, 3:1      | 0:1      | 0:1        |               | 1:0, 2:0           | 6:1        |
| KF Kosova Vushtrri | 0:3, 1:2  | 0:0          | 0:0, 1:2 | 0:2      | 4:0, 2:1   | 1:0      | 0:0           | 1:0, 1:0 | 2:0        | 1:0           |                    | 0:0, 3:0   |
| KF Gjilani         | 0:3, 0:0  | 0:2          | 1:0, 2:1 | 2:1      | 0:0, 1:2   | 0:1      | 1:3           | 0:0, 2:0 | 2:2        | 3:1, 0:1      | 2:2                |            |

### Relegation
Das Relegationsspiel zwischen dem Zehnten der Raiffeisen Superliga und dem Dritten der Liga e Parë fand im „Stadiumi Riza Lushta“, dem Heimstadion des KF Trepça’89, statt. KF Vëllaznimi konnte sich mit einem 2:0-Sieg über KF Besiana den Erhalt in der Liga sichern.
| Datum        | 10. Platz Raiffeisen Superliga | Ergebnis  | 3. Platz Liga e Parë | Tore                                         |
| ------------ | ------------------------------ | --------- | -------------------- | -------------------------------------------- |
| 2. Juni 2010 | KF Vëllaznimi                  | 2:0 (0:0) | KF Besiana           | 1:0 Atdhe Gashi (58.), 2:0 Atdhe Gashi (72.) |

## Spielstätten
| Verein             | Stadion                       | Kapazität |               | Verein                        | Stadion | Kapazität |
| KF Trepça          | Stadiumi Olimpik Adem Jashari | 29.000    | KF Prishtina  | Stadiumi i qytetit (Priština) | 25.000  |           |
| KF KEK             | Stadiumi Agron Rama           | 15.000    | KF Besa       | Stadiumi Shahin Haxhiislami   | 8.500   |           |
| KF Drenica         | Stadiumi Bajram Aliu          | 03.000    | KF Hysi       | Stadiumi Merdare              | 05.000  |           |
| KF Flamurtari      | Xhemajl Ibishi                | 03.000    | KF Liria      | Stadiumi Përparim Thaçi       | 15.000  |           |
| KF Ferizaj         | Stadiumi Ismet Shabani        | 07.000    | KF Vëllaznimi | Stadiumi i Qytetit (Gjakova)  | 06.000  |           |
| KF Kosova Vushtrri | Stadiumi i Qytetit (Vushtrri) | 05.000    | KF Gjilani    | Stadiumi i Qytetit (Gjilan)   | 10.000  |           |

## Die Meistermannschaft der KF Trepça
| 1. | KF Trepça |
|    | Mehmet Ibrahimi, Suad Petrinac, Diamant Pllana, Enver Koci, Fetah Ibrahimi, Fitim Llapashtica, Ilire Stoev, Lavdim Bali, Liridon Ahmeti, Arben Zhjeqi, Bardhyl Kaçiu, Emir Baliqi, Florent Aziri, Samir Sahiti, Seid Onbashi, Sheremet Isufi, Shpetim Fetahu, Visar Sermaxhaj, Arber Prekazi, Florent Sejdiu, Uliks Emra, Visar Shkupolli, Enis Fetahu, Elvis Osmani. - Trainer: Hysni Maxhuni |